# Villi sydän
Villi sydän è il primo album in studio del cantante finlandese Ollie, pubblicato il 19 ottobre 2018 dalla Universal Finland e M-Eazy.
È stato candidato agli annuali Emma gaala nella categoria di rivelazione dell'anno.

## Tracce
Testi di Olli-Matti Kalliosaari, eccetto dove indicato.
1. Villi sydän – 3:43 (musica: Olli-Matti Kalliosaari, Kalle Mäkipelto)
2. Soita mua – 3:54 (Olli-Matti Kalliosaari, Henri Lanz, Kalle Mäkipelto, Niiles Hiirola, Snorre Forsgren, Will Rappaport)
3. Ongelma – 3:39 (testo: Olli-Matti Kalliosaari, Kalle Mäkipelto – musica: Olli-Matti Kalliosaari, Henri Lanz, Kalle Mäkipelto)
4. Perillä – 3:06 (musica: Olli-Matti Kalliosaari, Henri Lanz, Kalle Mäkipelto)
5. Haluun enemmän – 2:57 (musica: Olli-Matti Kalliosaari, Anton Sonin, Henri Lanz, Kalle Mäkipelto)
6. Tähdet lennossa särkyneet – 3:36 (musica: Olli-Matti Kalliosaari, Kalle Mäkipelto)
7. 3 hulluu sanaa – 3:32 (testo: Olli-Matti Kalliosaari, Sami Tamminen – musica: Olli-Matti Kalliosaari, Henri Lanz, Kalle Mäkipelto, Sami Tamminen)
8. Vaan me – 3:16 (testo: Olli-Matti Kalliosaari, Sami Tamminen – musica: Olli-Matti Kalliosaari, Henri Lanz, Kalle Mäkipelto, Sami Tamminen)
9. Sä et oo sä – 3:09 (musica: Olli-Matti Kalliosaari, Henri Lanz, Kalle Mäkipelto)
10. Paras kaveri – 2:23 (Olli-Matti Kalliosaari, Niiles Hiirola)
11. Terkkui exille (feat. Sonny) – 3:21 (testo: Olli-Matti Kalliosaari, Henri Lanz – musica: Olli-Matti Kalliosaari, Henri Lanz, Jonas Olsson)
12. Valot – 3:33 (testo: Rita Behm – musica: Rita Behm, Henri Lanz, Kalle Mäkipelto)

## Classifiche
| Classifica (2018) | Posizione massima |
| ----------------- | ----------------- |
| Finlandia         | 9                 |